# Farhad Salafzoon
Farhad Salafzoon ou Farhad Salafzoun est un joueur iranien de volley-ball né le 6 décembre 1992 à Kerman joueur national de l'Iran. Il mesure 2,00 m et joue passeur. Salafzoon MVP 2008 Asiatiques de la Jeunesse garçons Championnat de volleyball.